# Tanz auf dem Eis
Tanz auf dem Eis (Originaltitel: The Ice Follies of 1939) ist ein US-amerikanischer Spielfilm von Reinhold Schünzel mit Joan Crawford und James Stewart aus dem Jahr 1939. Der finanzielle Reinfall beschleunigte den Niedergang von Joan Crawfords Zugkraft an der Kinokasse.

## Handlung
Larry Hall und Eddie Burgess sind ein recht erfolgreiches Eislaufduo. Sie gehen auseinander, als sich Larry in Mary McKay verliebt, eine unbegabte Läuferin, die Ambitionen als Schauspielerin hat. Als Larry arbeitslos wird, nimmt Mary allen Mut zusammen und überredet Douglas Tolliver, den freundlichen, gütigen Vorstandsvorsitzenden der Monarch Studios in Hollywood, ihr einen Vertrag zu geben. Bedauerlicherweise enthält der Vertrag eine Klausel, wonach Mary nur mit Zustimmung des Studios heiraten darf. Larry und sie beschließen daher, ihre Ehe geheim zu halten. Larry, der sich zunehmend in der Rolle des Hausmanns unwohl fühlt, versöhnt sich mit Eddie. Beide schaffen es, in New York eine glanzvolle Eisrevue zu organisieren, die sie The Ice Follies of 1939 nennen. Die Show ist ein gewaltiger Erfolg. Derweil dreht Mary ihren ersten Film. Kurz vor ihrem Durchbruch als internationaler Star erkennt Mary, um wie viel wichtiger ihr das häusliche Glück neben Larry als aller Glamour der Filmwelt ist. Am Abend der Premiere ihres Debüts erklärt sie der Welt, sich von der Leinwand verabschieden zu wollen, um nur noch Mrs. Larry Hall zu sein. Soviel Opferbereitschaft beeindruckt Douglas Tolliver und er engagiert Larry als Produzenten für die Filmfassung der Ice Follies.

## Hintergrund
Joan Crawfords Karriere war seit Mitte der 1930er-Jahre in einer dauerhaften Krise. Ihr Versuch, sich als Darstellerin in anspruchsvollen Konversationsstücken zu etablieren war nach einigen Versuchen wie The Last of Mrs. Cheyney und Brennendes Feuer der Leidenschaft gescheitert. Ihre überwiegend weiblichen Fans wollten die Schauspielerin weiterhin am liebsten in Geschichten über harmlose Liebesgeplänkel und mit zahlreichen Verehrern sehen. Die Krise manifestierte sich schließlich bei der Besetzung von Crawford in Tanz auf dem Eis. Der Film war einerseits als Antwort auf die populären Auftritte von Sonja Henie in opulent produzierten Eisrevuen gedacht. Gleichzeitig wurde versucht, den Fans Joan Crawford in der erprobten Weise als Frau zu präsentieren, die es aus dem Nichts zum Filmstar schafft, herrliche Kostüme trägt und am Ende das wahre Glück findet. Die Parallelen zwischen Mary McKays Aufstieg und Crawfords eigener Geschichte sind zahlreich. Tanz auf dem Eis wurde von Crawfords Entdecker Harry Rapf produziert. Der Studiochef Douglas Tolliver war am Vorbild Louis B. Mayer ausgerichtet und bei den fiktiven Monarch Studios handelt es sich um das nur vage kaschierte Metro-Goldwyn-Mayer Gelände. 
Die Unsicherheit über den weiteren Karrierefortgang zeigte sich in der ständig wechselnden Drehbuchentwürfen. Zunächst war geplant, Crawford als Sängerin zu präsentieren. Es wurden auch zwei Songs aufgenommen, am Ende jedoch nicht verwendet. Auch wurde das Aussehen von Crawford erheblich verändert und dem Zeitgeist angepasst. So wurde ihre Frisur dem gerade aktuellen Trend angepasst, den Hedy Lamarr im Jahr vorher durch ihren Auftritt in Algiers ausgelöst hatte: brünett, mit einem deutlichen Mittelscheitel. Das Studio investierte viel Geld in den Film und angesichts des  mangelnden Vertrauens in Crawfords Zugkraft an der Kinokasse wurde die Schauspielerin zum ersten Mal seit den späten 1920ern unter dem Titel angekündigt. Der Film präsentiert am Ende eine 17 Minuten lange Sequenz in Technicolor. 
Die Schauspielerin bereute noch Jahrzehnte später die Mitwirkung in Tanz auf dem Eis, den sie zu ihren schlechtesten Filmen überhaupt zählte. Gegenüber Roy Newquist meinte sie: 

„Um Himmels Willen. Jeder einzelne muss den Verstand verloren haben bei der Produktion von "Tanz auf dem Eis". Ich, Jimmy Stewart und Lew Ayres als Eiskunstläufer – lächerlich. Ich bin eine Tänzerin, keine Eisläuferin. Wenn wir nicht gerade ein Double einsetzen konnten, bin ich auf meinen Knöcheln über das Eis gelaufen. Nette Musik, tolle Kostüme und die Mitwirkenden der Eisrevue haben geholfen, doch am Ende war es eine Katastrophe. Die Einschätzung wurde vom Publikum geteilt.“

## Kinoauswertung
Die Kosten für die Produktion lagen mit 1.108.000 US-Dollar über dem Durchschnitt für einen MGM-Film. Die Einnahmen im Inland betrugen lediglich 725.000 US-Dollar, zu denen noch einmal 448.000 US-Dollar von den Auslandsmärkten kamen. Bei einem kumulierten Gesamtergebnis von 1.213.000 US-Dollar lag der Verlust für das Studio am Ende bei 343.000 US-Dollar.

## Kritiken
Die Kritiker waren nicht gut auf den Film zu sprechen. 
R.W.D. in der New York Herald Tribune meinte lapidar:

„Miss Crawford sollte diese Art von Filmen in der Zukunft meiden.“